# Freadelpha chloroleuca
Freadelpha chloroleuca là một loài bọ cánh cứng trong họ Cerambycidae.